# Robin Hunicke
Robin Hunicke  /ˈhʌnɪki/ (15 de marzo de 1973) es una diseñadora y productora de videojuegos estadounidense. Es profesora de diseño de juegos en la Universidad de California en Santa Cruz y cofundadora de Funomena.

## Trayectoria
Hunicke nació el 15 de marzo de 1973 en Albany, Nueva York. Es licenciada por la Universidad de Chicago y está terminando un doctorado en Inteligencia Artificial con especialización en Juegos y Diseño de Juegos por la Universidad Northwestern.
Hunicke comenzó su carrera en Electronic Arts, donde trabajó en varios juegos, entre ellos MySims como diseñadora jefe y Boom Blox y su secuela como productora. Tras dejar EA, fue contratada por Thatgamecompany, donde produjo Journey, un juego cooperativo en línea para la PlayStation 3. Tras su finalización, Hunicke se unió a Tiny Speck para desarrollar el MMORPG social Glitch, formando equipo con el creador de Katamari Damacy y amigo personal Keita Takahashi. Antes del lanzamiento de Glitch, Hunicke dejó Tiny Speck para cofundar Funomena junto con Martin Middleton, antiguo compañero de equipo e ingeniero en thatgamecompany. En octubre de 2012, Funomena anunció su primer proyecto: «construir un juego que tome los datos de un podómetro y haga algo divertido con ellos". Anunciaron dos nuevos juegos, Wattam (dirigido por Keita Takahashi) y Luna, “un juego de puzles táctil ambientado en un vibrante y escultural mundo de libro de cuentos”, ambos lanzados con Hunicke acreditada como productora ejecutiva.
Hunicke es reconocida en la industria por su apoyo a los juegos independientes, la experimentación en el diseño de juegos, la investigación en el ajuste dinámico de la dificultad y la defensa de las mujeres en la industria de los juegos. Ha sido acusada de abusar emocionalmente de los empleados de Funomena.

### Electronic Arts
Hunicke empezó a trabajar para Electronic Arts en Maxis, donde se convirtió en diseñadora de Los Sims 2: abren negocios tras conocer al famoso diseñador de juegos y director de Los Sims Will Wright. Tras su trabajo en Los Sims 2, Hunicke se convirtió en la diseñadora principal de MySims para Nintendo Wii y, más tarde, fue productora de Boom Blox y su secuela, Boom Blox: Bash Party.

### Thatgamecompany

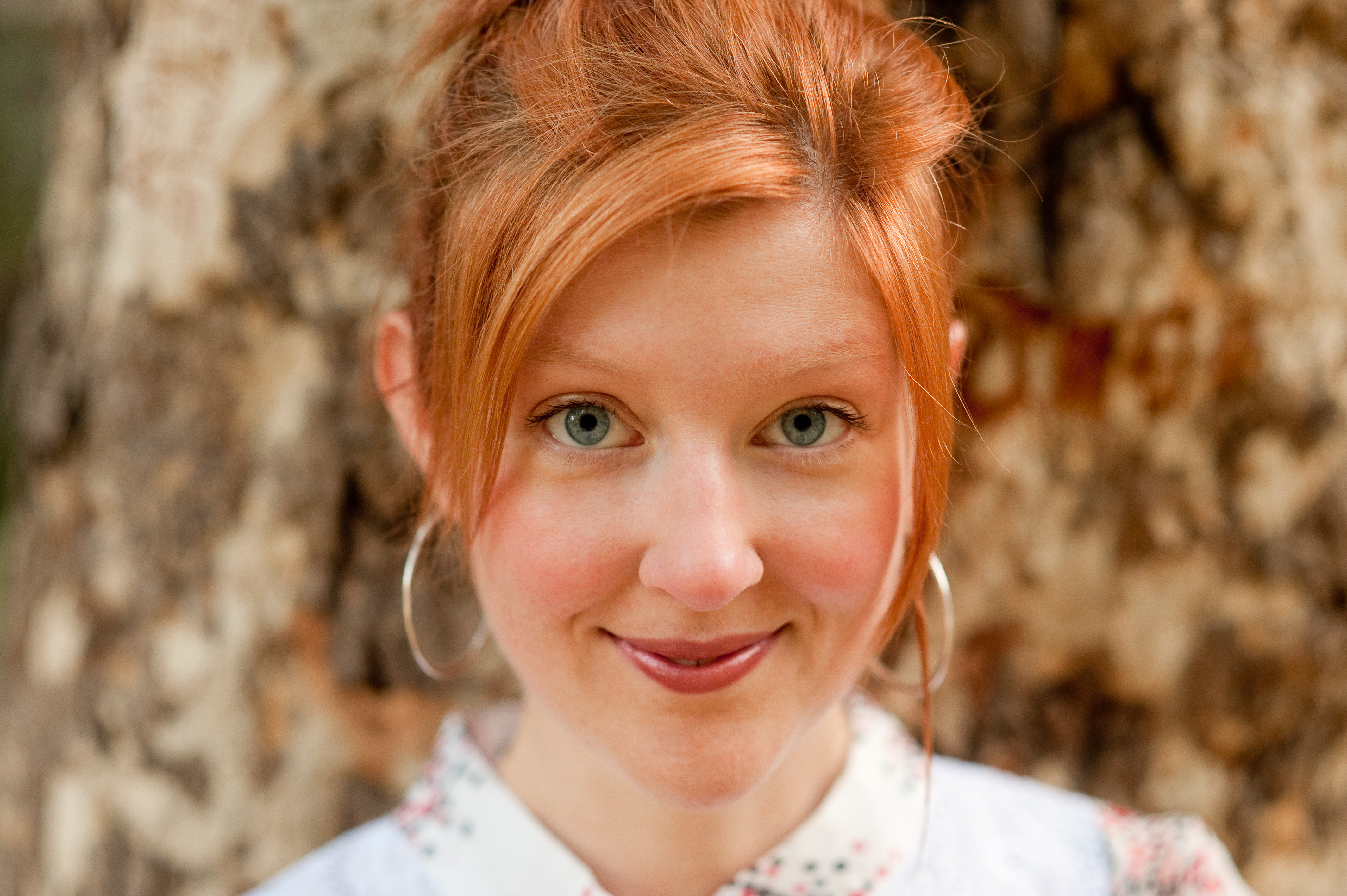
Hunicke en 2009

Tras su paso por Electronic Arts, Hunicke se incorporó a thatgamecompany como productora. Se unió al equipo en las primeras fases conceptuales del tercer proyecto del estudio, Journey, un juego de aventuras cooperativo multijugador lanzado a principios de 2012.

### Tiny Speck
Después del lanzamiento de Journey, Hunicke dejó thatgamecompany para unirse a Tiny Speck y continuar con el desarrollo de su MMORPG social Glitch.

### Funomena
Antes del lanzamiento de Glitch, Hunicke dejó Tiny Speck para cofundar Funomena junto a Martin Middleton. Anunciaron su primer proyecto en octubre de 2012: «construir un juego que tome los datos de un podómetro y haga algo divertido con ellos". Su primer videojuego es Luna, un juego de arte centrado en la realidad virtual que se describe como “un juego de rompecabezas táctil ambientado en un mundo de libro de cuentos vibrante y escultural". Luego desarrollaron Wattam, un sucesor espiritual de la serie Katamari de Bandai Namco dirigido por su creador, Keita Takahashi. Salió a la venta en PlayStation 4 y PC (a través de Epic Games Store) el 17 de diciembre de 2019.

#### Acusaciones de abuso emocional
En marzo de 2022, exempleados anónimos denunciaron en un vídeo de YouTube publicado por People Make Games que Hunicke había abusado emocionalmente del personal de Funomena, sacando a relucir información sensible sobre sus vidas personales durante discusiones en el lugar de trabajo relacionadas con el rendimiento. Hunicke lo reconoció más tarde en una serie de tuits ahora borrados en los que afirmaba que lamentaba que la gente se sintiera herida por sus errores y que se estaba tomando un descanso, pero no respondió a ningún contenido específico del informe. Dos semanas después de la publicación del informe, se informó de que Funomena cerraría. En mayo de 2022, un informe de Fanbyte reveló detalles adicionales, entre ellos que los empleados declararon que no estaban seguros de si el estudio estaba cerrando o había conseguido financiación externa y que el estudio intentó obtener fondos tratando de convertirse en una empresa de trabajo por encargo para las empresas que creaban contenido en Roblox. El informe también afirmaba que dos días después de que Hunicke publicara su disculpa en Twitter, Hunicke y el cofundador de Funomena, Martin Middleton, comunicaron al personal que habría despidos en el estudio, y que Funomena probablemente cerraría debido al vídeo de People Make Games y su impacto en la capacidad del estudio para conseguir financiación externa.

### Congresos y eventos
Hunicke colabora en varias conferencias y actos del sector de los videojuegos a lo largo del año. Es organizadora del taller anual de diseño de juegos en la Game Developer's Conference, donde ayuda a organizar el evento y da clases con los diseñadores Doug Church, Marc LeBlanc, Frank Lantz, Stone Librande, Clint Hocking y otros. Hunicke también es organizadora de las Experimental Gameplay Sessions en la GDC con Jonathan Blow, Doug Church y Chris Hecker. Muchos juegos de éxito han hecho su primera aparición pública en la sesión, entre ellos Braid, de Jonathan Blow, y Portal, de Valve. Hunicke también es organizadora de IndieCade, un festival anual dedicado al desarrollo de juegos independientes.
Hunicke es miembro fundador del IGDA Education SIG, ha participado en la Indie Game Jam, colabora con la Global Game Jam, imparte clases en la UCSC, es jurado del Independent Games Festival y codirige el Experimental Gameplay Workshop.

### Investigación
En sus estudios, Hunicke investiga el ajuste dinámico de la dificultad. También le interesa cómo «las nociones de destino, significado y consecuencia pueden comunicarse a través de los videojuegos».

#### MDA framework
Entre 2001 y 2004, Hunicke, Marc LeBlanc y Robert Zubek crearon el framework Mecánica-Dinámica-Estética para enfocar y mejorar el análisis de juegos. El framework categoriza los múltiples aspectos de un juego como Mecánica, Dinámica o Estética, y esboza las perspectivas inversas del diseñador y el jugador. Desde la perspectiva del diseñador, la mecánica genera la dinámica, que a su vez genera la estética. Desde la perspectiva del jugador, éste experimenta el juego a través de la Estética, que viene dada por la Dinámica que emerge de la Mecánica del juego.

## Reconocimientos
El 21 de mayo de 2008, Hunicke fue elegida para el "Gamasutra 20" de Gamasutra, "que honra a las 20 mejores mujeres que trabajan en la industria de los videojuegos". En 2009, Microsoft concedió a Hunicke el premio Women in Gaming en la categoría de diseño. Además, la revista Edge la incluyó en la lista de los 100 mejores desarrolladores de videojuegos de 2009.
Hasta la fecha, los diversos títulos en los que ha trabajado Hunicke han cosechado premios, como el  "Online Innovation Award" por Journey en los Game Developers Choice Online Awards y un premio BAFTA al «Mejor juego casual de 2008» por Boom Blox.
Además de los premios recibidos, también es jurado del concurso de arte Proxi de Will Wright.